# Bataille de Na San
Guerre d’Indochine
Batailles
- Opération Masterdom
- Bataille de Hanoï
- Opération Léa
- Bataille de Phu Tong Hoa
- Bataille de la RC 4
- Bataille de Vĩnh Yên
- Bataille de Mao Khê
- Bataille de Nghia Lo
- Bataille de Hòa Bình
- Opération Lorraine
- Bataille de Na San
- Bataille de Muong Khoua
- Opération Atlante
- Opération Camargue
- Opération Hirondelle
- Opération Brochet
- Opération Mouette
- Opération Castor
- Bataille de Diên Biên Phu
- Opération D
- Bataille du col de Mang Yang
- Extension au Laos

La bataille de Na San est un épisode de la guerre d'Indochine qui a opposé à la fin de l'année 1952, les forces de l'Union française aux forces communistes du Việt Minh.

## Situation
Au début du mois d'octobre 1952, Na San n'est qu'un simple poste avancé de la province de Son La, qui dispose d'une courte piste d'atterrissage. La ville se présente comme une cuvette de 5 km sur 2 km entourée de crêtes permettant de protéger et dissimuler la piste.
À la fin novembre, les Dakota, civils et militaires, vont transporter les troupes et le matériel permettant de constituer un camp retranché suffisamment fortifié pour permettre une confrontation directe avec les divisions Viet Minh qui déferlent sur le pays Thaï (en).

## La bataille de Na San

### Circonstances
En octobre 1952, le général Giap, qui a médité sa série d'échecs de l'année précédente, lors des batailles de Vĩnh Yên, de Mao Khê, du Day et de Nghia Lo, décide de reprendre l'offensive en Pays Taï et de dégager la route vers le sud. Il engage alors trois de ses divisions (308, 312 et 316) qui franchissent le fleuve Rouge au début du mois.

### Chronologie des événements

#### La chute de Nghia Lo
Le 14 octobre, les avant-postes de Nghia Lo sont attaqués et rapidement capturés. Le 16, le général de Linarès fait parachuter le 6e BPC du commandant Bigeard sur Tu Lê, à 40 kilomètres au nord-ouest de Nghia Lo. Le bataillon doit tenir la ville et doit constituer l'avant-garde d'un éventuel assaut sur Gia Hoi. 
Le 17 après-midi, l'ensemble de la division 308 se lance à l'assaut des deux postes principaux de Nghia Lo qui sont défendus par deux compagnies Thaï renforcées d'un goum du 5e Tabor. Le poste « haut » est conquis le soir même tandis que le poste « bas » résiste jusqu'au matin.
Le général Salan, devant la détermination de son adversaire, décide alors de faire évacuer les petits postes de la région et de concentrer ses forces sur Na San qui dispose d'une piste d'atterrissage suffisante pour permettre l'établissement d'un camp retranché.

#### Mise en place du camp retranché
Salan donne l'ordre à la garnison de Than Uyen (en) et au 6e BPC de se replier sur Na San qu'ils atteignent avec grande difficulté le 24 octobre. Il confie le commandement du camp retranché au colonel Gilles et fait constituer le GOMRN destiné à sa défense et aux contre-attaques.
Outre une piste d'atterrissage utilisable par les avions de transport, Na San est idéalement située sur la RP 41 et dispose du double avantage d'être entourée de sommets permettant sa défense et d'être proche de Hanoï par voie aérienne (45 minutes pour un Dakota).
Salan fait alors établir un pont aérien qui, entre le 16 octobre et le 30 novembre, va acheminer 15 000 hommes (11 bataillons), 6 batteries d'artillerie, 2 500 tonnes de fret et 125 véhicules. Pour arriver à ce résultat, il a recours à 655 Dakota militaires, 702 Dakota civils et 116 avions cargo Bristol 170.

#### Opération de diversion «Lorraine»
Apprenant la présence d'un important dépôt de matériel et de munitions à Phu Doan, au nord est de Na San, le général Salan décide de gagner du temps et de lancer une opération de diversion qu'il confie au général de Linarès. L'opération, dénommée Lorraine, se déroule du 28 octobre au 14 novembre et met en œuvre trois groupes mobiles (GM1, GM3 et GM4 des colonels Boisredon, Moneglia et Kergaravat) et un groupe aéroporté (GAP 1 du colonel Ducournau).
Le butin est de 250 tonnes de munitions, 1 500 armes de tous calibres et 4 camions Molotova. En outre, un régiment au moins de la division 308, le TD 36, a dû se dérouter pour s'opposer à l'opération.

#### L'attaque de Na San

##### 23 novembre, 20 h
Le bataillon 322 du TD 88 tente de s'emparer du point d'appui no 8 (PA no 8) au centre du dispositif. Il est repoussé par la 11e compagnie du III/5e REI, commandée par le capitaine Marcel Letestu, responsable du PA, et par la 5e compagnie du 3e BPC arrivée en renfort. Un second assaut, la même nuit, aura le même dénouement.

##### Nuit du 30 novembre
Les points d'appuis 22 bis et 24, respectivement situés à l'ouest et à l'est du camp retranché, sont pris à partie par 9 bataillons,. Alors que le 22 bis, défendu par une compagnie du BT 2, succombe rapidement au bataillon 115 (TD 165), une compagnie du BT 3 et une section du II/6e RTM, résistent trois heures durant au TD 102 sur le PA 24.

##### 1erdécembre
Le colonel Gilles, qui ne peut laisser aux mains du Viet Minh ces deux postes qui dominent la base, fait appel dès l'aube à ses troupes d'intervention. Ainsi, après une préparation d'artillerie, deux compagnies du 2e BEP s'élancent et investissent rapidement, en début de matinée, le PA 22 bis. Pour le PA 24, la lutte est plus difficile, la position n'est reprise par le 3e BPC qu'en début d'après-midi, après sept heures de combats.

##### Nuit du1erau 2 décembre
C'est l'assaut général sur Na San. L'effort principal du Viet Minh se concentre au sud-ouest sur le PA 21 bis et à l'est sur le PA 26. Les 147 hommes de la 10e compagnie du 5e REI du Lt Bonnet, puis du Lt Bachelier, tous deux tués lors du combat, résistent à cinq assauts successifs du TD 209 renforcé d'un bataillon du TD 88 sur le PA 21 bis. À l'extrémité est, le 3e bataillon du 3e REI du commandant Favreau, 560 hommes, va également repousser quatre assauts du TD 174.
Le camp retranché a résisté, Giap admet le 4 décembre sa défaite et retire ses divisions.

### Le «hérisson»
Pendant la bataille, le commandement français a employé la tactique « du hérisson ». Il s'agit d'un concept de défense constitué d'un poste principal entouré de plusieurs positions armées appelés points d'appui (PA). L'objectif est de « réaliser autour du terrain d'aviation un ensemble fort avec points d'appuis battus par l'artillerie, plaçant le terrain à l'abri de toute attaque ennemie ».
Cette tactique, qui permit la victoire française lors de la bataille de Na San, est devenue par la suite la norme en matière de défense jusqu'à la défaite de Dien Bien Phu.

### Le rôle de l'aviation
Salan l'écrit dans ses mémoires, « sans elle [l'aviation], Na San n'était pas possible et je perdais la bataille du Nord-Ouest ».
 De même, le général Koenig en déplacement dira « Salan, tout était dans l'appui aérien ! ». Dans ce même ouvrage, il remercie le colonel Debernardy et les généraux Chassin et Dechaux et leur rend hommage. En effet, outre le pont aérien pour la mise en place du camp retranché et son ravitaillement, la défense sera assurée de jour comme de nuit par les Privateer, les B-26, les Hellcat et SB2C Helldiver de l'aéronavale et l'armée de l'air.

## Les forces en présence

### Forces françaises

#### GOMRN
Colonel Gilles
Groupement Laimay puis Lansade
- II/1er RTA
- III/3e REI, commandant Favreau
- II/6e RTM

Groupement mobile vietnamien (puis groupement Gaillaud ou Caillaud  par adjonction du III/5e REI)
- BM/BT 1 (bataillon montagnard/bataillon Thaï 1)
- BT 2
- BT 3, commandant Vaudrey, adjoint du colonel Gilles
- 55e BVN, capitaine Pham Van Dong[16]
- III/5e REI, chef de bataillon Dufour, à partir du 23 novembre 1952

Groupement parachutiste
Lieutenant colonel Ducournau
- 1er BEP, chef de bataillon Brothier
- 2e BEP, chef de bataillon Bloch
- 3e BPC, capitaine Bonnigal
- 6e BPC, chef de bataillon Bigeard

Artillerie
- 5e GAVN (2 batteries de 105 HM 2)
- IV/41e RAC (1 batterie de 105 HM 3)
- CMLE (une section de 4 pièces de 120 mm et une section de 6 tubes de 81 mm)

Génie
Commandant Casso
- 4 à 6 sections

Transmissions
Capitaine Crousillac
- 2e compagnie du 822e bataillon des transmissions (2/822 BT)

#### Aviation
Aéronavale
- 8e flottille (Privateer)
- 9e flottille (SB2C Helldiver)
- 12e flottille (Hellcat)

Armée de l'air
- Groupe de bombardement Gascogne (B 26)
- Groupe de Transport 2/62 Franche-Comté (C47 Dakota)

### ForcesViệt Minh
Régiment 148 de Lai Chau
Division 308
- Commandant : colonel Vương Thừa Vũ (vi)
- Régiment 36
- Régiment 88
- Régiment 102

Division 312
- Commandant : colonel Lê Trọng Tấn (vi)
- Régiment 141
- Régiment 165
- Régiment 209

Division 316
- Commandant : colonel Lê Quảng Ba (vi)
- Régiment 98
- Régiment 174
- Régiment 176

Cependant le général Yves Gras estime que « sur les 29 bataillons qui étaient entré en campagne au nord-ouest cinq semaines plus tôt, 13 seulement se trouvaient réunis pour l'épreuve de force décisive ».

## Le bilan

### Les conséquences
Devenu inutile[pourquoi ?], le camp retranché de Na San sera évacué en août 1953.
L'évacuation à An Khê d'un poste semblable  conduisit à la désastreuse bataille du col de Mang Yang à la fin de la guerre en 1954.

### Pertes françaises
Quelques dizaines de tués ou blessés[réf. nécessaire]

### PertesViet Minh
Selon les estimations les plus fiables et récentes, les pertes communistes "s'élèvent à un chiffre situé entre 3000 morts dénombrés et 7000 morts selon les estimations les plus probables", dont une grande part est causée par l'appui aérien de l'Armée de l'air et de l'Aéronavale, et par l'artillerie servie par la Légion étrangère, selon le colonel Olivier Fort, L'artillerie des stratagèmes, éditions Economica, 222 pages, 2016, page 191.

## Lexique
- BT 1 : bataillon thaï no 1
- BT 2 : bataillon thaï no 2
- BT 3 : bataillon thaï no 3
- II/1er RTA : 2e bataillon du 1er régiment de tirailleurs algériens
- II/6e RTM : 2e bataillon du 6e régiment de tirailleurs marocains
- III/3e REI : 3e bataillon du 3e régiment étranger d'infanterie
- III/5e REI : 3e bataillon du 5e régiment étranger d'infanterie
- IV/41e RAC : 4e batterie du 41e régiment d'artillerie coloniale
- 1er BEP : 1er bataillon étranger de parachutistes
- 2e BEP : 2e bataillon étranger de parachutistes
- 3e BPC : 3e bataillon de parachutistes coloniaux
- 5e GAVN : 5e groupe d'artillerie vietnamien
- 55e BVN : 55e bataillon vietnamien
- CMLE : compagnie de mortiers de la Légion étrangère
- GOMRN : groupement opérationnel de la moyenne rivière Noire
- TD : Trung Doan (régiment nord vietnamien)

## Sources et bibliographies
- Collectif, Guerre d'Indochine - 1945-1954, éditions Trésors du Patrimoine, 2004 -  (ISBN 2 915118 10 8)
- Erwan Bergot, Indochine 52-53, éditions Presses de la Cité, 1990 -  (ISBN 2 258 03172 9)
- Alain Gandy, La légion en Indochine 1885-1955, éditions Presses de la Cité, 1988 -  (ISBN 2 258 02127 8)
- Yves Gras, Histoire de la Guerre d'Indochine, Plon, 1979 -  (ISBN 2-259-00478-4)
- Raoul Salan, Mémoires - Fin d'un empire (Tomes 1 à 4), éditions Presses de la Cité, 1970
- Jacques Dalloz, Dictionnaire de la guerre d'Indochine, Armand Colin - 2006 -  (ISBN 2-200-26925-0).
- Pierre Sergent, Je ne regrette rien, éditions Fayard, 1978 -  (ISBN 2 213 00243 6)
- Pierre Sergent, Paras-Légions - Le 2e BEP en Indochine, éditions France Loisirs, 1983 -  (ISBN 2 7242 1612 1)
- Bigeard, Pour une parcelle de gloire, éditions Plon, 1975 -  (ISBN 2 259 00571 3)
- Collectif, dossier La bataille de Na San dans le magazine Guerre d'Algérie - Guerre d'Indochine no 18, décembre 2009 -  (ISSN 1632-5303)
- Jacques Favreau et Nicolas Dufour, Nasan - La victoire oubliée éditions Economica, 2009 -  (ISBN 978 2 7178 3940 1)
- (en) Howard R. Simpson, Tiger in the Barbed Wire : an American in Vietnam, 1952-1991, Brassey’s Inc -  (ISBN 9780028810089)